# Gmina związkowa Nieder-Olm
Gmina związkowa Nieder-Olm (niem. Verbandsgemeinde Nieder-Olm) – gmina związkowa w Niemczech, w kraju związkowym Nadrenia-Palatynat, w powiecie Mainz-Bingen. Siedziba gminy związkowej znajduje się w mieście Nieder-Olm.

## Podział administracyjny
Gmina związkowa zrzesza osiem gmin, w tym jedną gminę miejską (Stadt) oraz siedem gmin wiejskich:
1. Essenheim
2. Jugenheim in Rheinhessen
3. Klein-Winternheim
4. Nieder-Olm
5. Ober-Olm
6. Sörgenloch
7. Stadecken-Elsheim
8. Zornheim